# Tom Sawyer (pel·lícula de 2000)
 Tom Sawyer és un llargmetratge d'animació estatunidenc estrenat directament en vídeo el 29 d'agost de 2000. Està inspirat en les Les aventures de Tom Sawyer de Mark Twain.

## Argument
Una versió en dibuixos animats i musical de la novel·la clàssica de Mark Twain sobre les aventures de Tom Sawyer, a la vora del Riu Mississipi, cap a finals del segle xix, amb els seus amics Huck Finn i Becky Thatcher.

## Repartiment

### Veus originals
- Rhett Akins: Tom Sawyer
- Mark Wills: Huckleberry Finn
- Hynden Walch: Becky Thatcher (diàlegs)
- Lee Ann Womack: Becky Thatcher (cant)
- Clea Lewis: Amy Lawrence (diàlegs)
- Alecia Elliott: Amy Lawrence (cant)
- Betty White: Tia Polly
- Dean Haglund: Sid
- Richard Kind: Mr. Dobbins
- Hank Williams Jr./Kevin Michael Richardson: Injurin' Joe
- Don Knotts: Mutt Potter
- Waylon Jennings: Jutge Thatcher
- Dee Bradley Baker: Rebel la granota
- Pat Corley: Xèrif McGee
- Marty Stuart: Reverend
- Thom Adcox: Diputat Bean
- Sheryl Bernstein
- Jennifer Hale
- David Kaufman

## Banda sonora
- "Leave Your Love Light On" - Marty Stuart
- "Can't Keep a Country Boy Down" - Charlie Daniels
- "Hook, Line, and Sinker" - Mark Nesler
- "Houseboat Painting Song"
- "One Dream" - Lee Ann Womack/Alecia Elliott
- "Friends for Life" - Rhett Akins/Mark Wilis
- "Light at the End of the Tunnel"/Reprise - Bryan White/Rebecca Lynn Howard/Rhett Akins/Lee Ann Womack
- "Never, Ever, and Forever" - Lee Ann Womack/Mark Willis

## Producció
La pel·lícula va ser produïda per MGM Animation, que també era responsable de All Dogs Go To Heaven 2  i Babes in Toyland. La pel·lícula no va es va estrenar en cinemes, i va sortir directament en vídeo.

## Crítica
- Harlene Ellin de The Chicago Tribune va fer una ressenya negativa, dient que estava massa lluny de Twain."[3] Una ressenya anònima al Wichita Eagle era també desfavorable, definint-lo com una "interpretació" superficial de la feina de Twain.[4]